# Kaspar Schwenckfeld

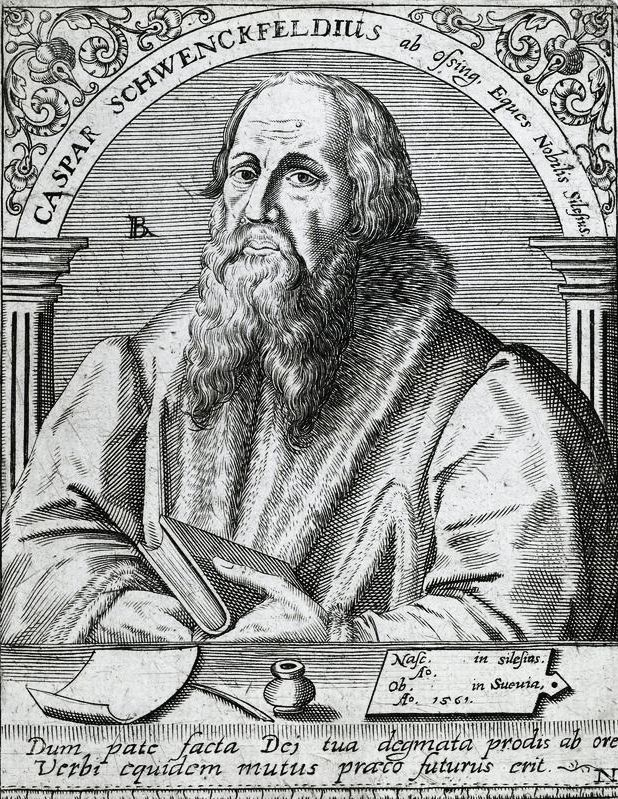
Kaspar Schwenckfeld

Kaspar Schwenckfeld von Ossig (auch Kaspar Schwenkfeld von Ossig, Caspar von Schwenckfeld und Kaspar von Schwenckfeld; * 1489 in Ossig bei Lüben, Herzogtum Liegnitz; † 10. Dezember 1561 in der Freien Reichsstadt Ulm) war ein deutscher Reformator, spiritualistischer Theologe und religiöser Schriftsteller.

## Leben
Kaspar Schwenckfeld war der Sohn des Erbherrn Hans Schwenkfeld von Ossink und entstammte einem alten Adelsgeschlecht. Er studierte von 1505 bis 1507 an der Universität Köln und an der Viadrina in Frankfurt (Oder), wo er sich vornehmlich juristischen Studien widmete, später wirkte er dann an verschiedenen Orten als Hofjunker, so 1510 bei Herzog Karl I. von Münsterberg-Oels sowie bei dem Herzog Georg I. von Brieg, um schließlich im Jahre 1521 als Hofrat am Hof des Liegnitzer Herzogs Friedrich II. anzutreten. Er führte diese Aufgabe bis zum Jahre 1523 aus.
Seit einem Besuch in Wittenberg im Jahre 1522 neigte er zum Protestantismus und bemühte sich um dessen Einführung in Liegnitz, wo er 1523 den vom Herzog berufenen Humanisten Valentin Krautwald kennenlernte. Bald aber entwickelte er eine eigene Abendmahlslehre (1525). Dabei interpretierte er die Einsetzungsworte so, dass er sich gegen die von Luther entwickelte Realpräsenz stellte. Ferner predigte er das „innere Wort“ (1527) und stellte sich gegen die kirchliche Christologie und Luthers Lehre von der Rechtfertigung. Diese verstand er als einen religiös-sittlichen Prozess, sprach in der Weise der Mystiker von „geistlichem Fühlen“ der Gnade Gottes und berief sich auf fortwährende göttliche Eingebung. In der Summe ist Schwenckfelds Lehre dem Spiritualismus zuzuordnen.
Nachdem er 1528 aus seiner schlesischen Heimat verbannt worden war, verlegte er von 1529 bis 1534 seinen Lebensmittelpunkt nach Straßburg, wo er unter anderem auf Sebastian Franck und Jakob Kautz traf, und lebte anschließend unter ständigen Verfolgungen in Schwaben, wo ihn Herzog Ulrich duldete, sowie am Rhein. In Esslingen fand er im Hause des Erbmarschalls Hans Konrad Thumb und dessen Bruders Hans Friedrich Thumb besondere Unterstützung, die auch auf das württembergische Land, vor allem nach Stetten im Remstal, ausgriff.
Erstmals 1535 verbot der wiedereingesetzte Herzog Ulrich das schwenckfeldische Schrifttum; ein Schlichtungsversuch in Tübingen (Tübinger Konkordie) im gleichen Jahre brachte nur vorübergehend Ruhe. Von 1535 bis 1539 hielt er sich in Ulm auf, wo er eine kleine Gemeinschaft begründete, deren Mittelpunkt die Familie der angesehenen Ärztin Agathe Streicher bildete. Schwenckfeld musste 1539 nach einer Auseinandersetzung mit dem (seit 1537) Obersten Praedikanten in Ulm und späteren Tübinger Theologieprofessor Martin Frecht (1494–1556) auf Anordnung des Stadtrates auch aus Ulm weichen. 1540 wurde vom Schmalkaldischen Konvent der lutherischen Theologen seine Aburteilung beschlossen. Dennoch hatte dies für Schwenckfeld keine persönlichen Konsequenzen, da er einflussreiche Freunde hatte, etwa Michael Ludwig von Freiberg, der ihn 1540–1547 in seinem Schloss Justingen beherbergte.
Eine Zusammenfassung seiner Ansichten findet sich in dem Bekandtnus und Rechenschaft von den Hauptpunkten des christlichen Glaubens von 1547.
Schwer erkrankt starb Schwenckfeld 1561 im Hause der Ulmer Ärztin Streicher, in deren Keller er auch sein erstes Grab fand.

## Anhängerschaft
Nach Schwenckfelds Tod sammelten sich seine Anhänger vor allem in Süddeutschland und in Schlesien. Während die süddeutschen Schwenckfeldianer vor allem Stadtbewohner waren oder von Adelssitzen stammten, wohnten die schlesischen Anhänger des Spiritualisten eher in ländlichen Regionen. Unter ihnen waren vor allem Bauern und Dorfhandwerker. Die Kreise der süddeutschen Schwenckfeldianer, die übrigens auch von Frauen geleitet wurden, verschwanden in den Wirren des Dreißigjährigen Krieges.

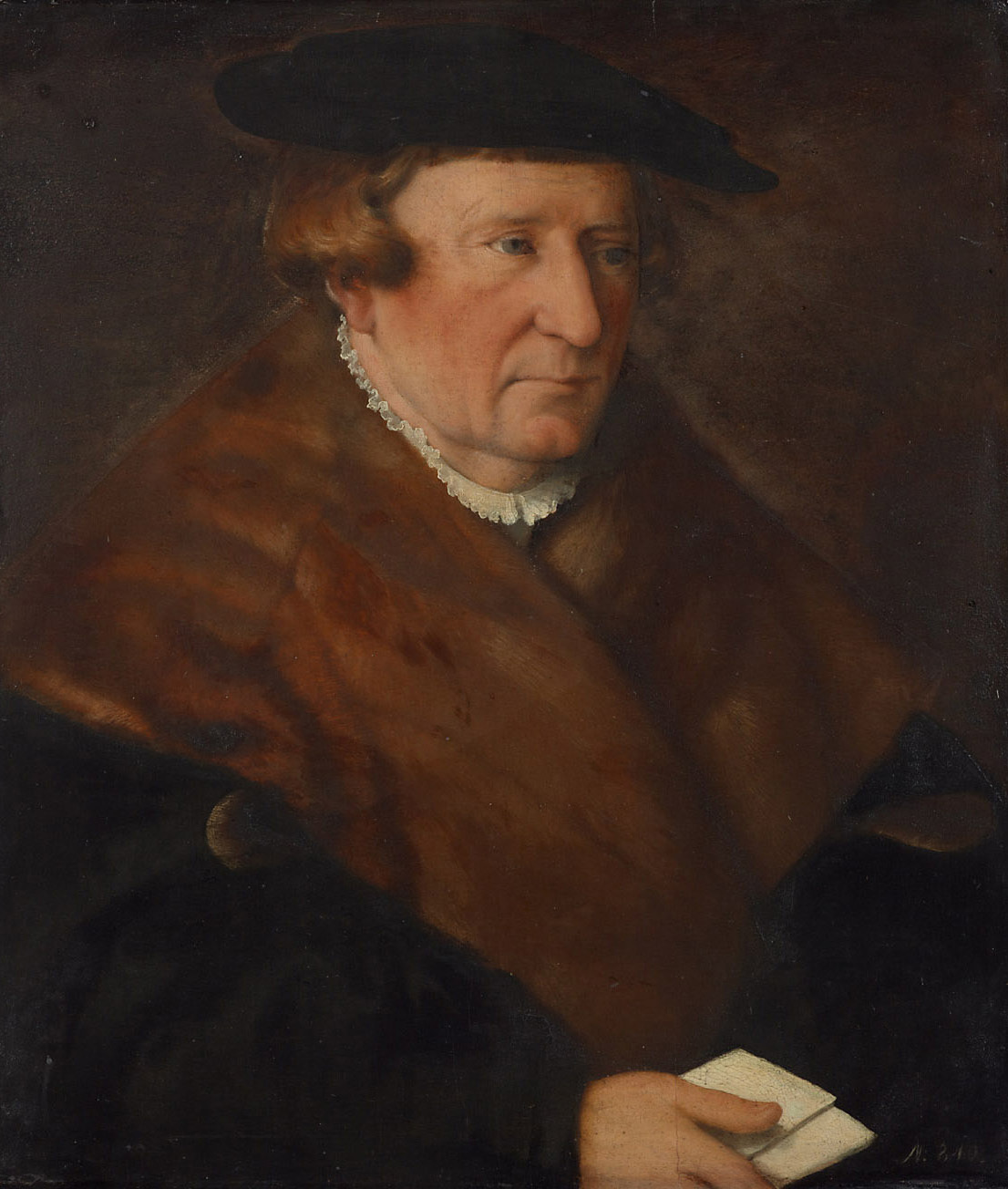
Christoph Amberger, Stephan und
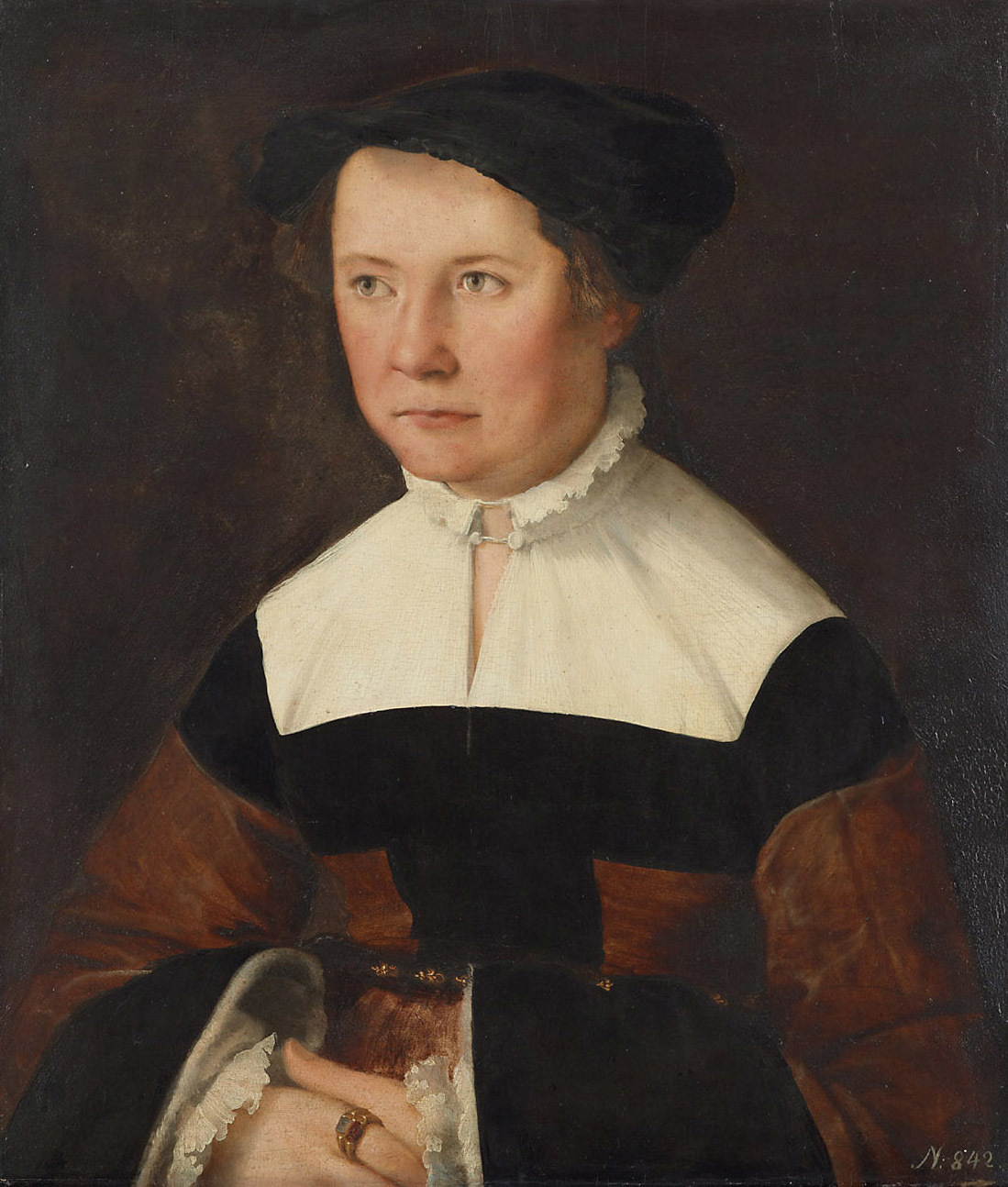
Sibilla Eiselin, 1539, Kunst-historisches Museum
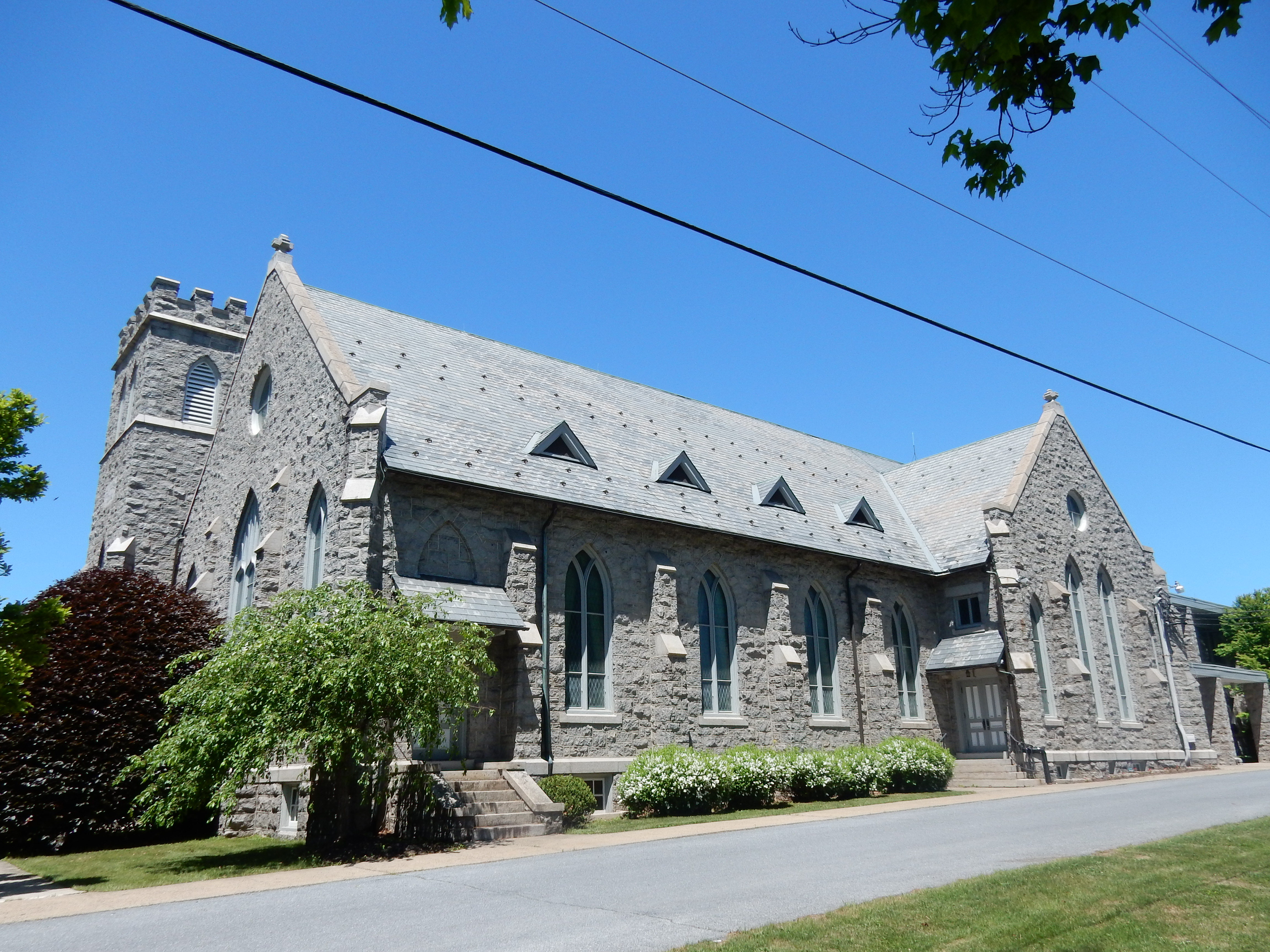
Schwenkfelder Church in Palm / Pennsylvanien (US)

Die schlesischen Schwenckfeldianer bildeten ab der Mitte des 16. Jahrhunderts in der Gegend zwischen Löwenberg, Goldberg und Haynau größere Gemeinden. Ab 1725 wurden ihre jesuitischen Gegner mit weitgehenden Vollmachten ausgestattet. Sie durften damit unter anderem Zwangskatechese und Zwangstaufen erteilen. In der Nacht vom 14. zum 15. Januar 1726 floh ein Großteil der Schwenckfeldianer nach Görlitz und Umgebung. Andere gelangten nach Herrnhut und Berthelsdorf zu Nikolaus Ludwig von Zinzendorf. Ab 1734 wanderten rund 180 Personen der Schwenckfeldianer über Altona, Haarlem, Rotterdam und Plymouth MA nach Pennsylvania aus. Dort existieren heute noch sechs Gemeinden mit etwa 2.300 Mitgliedern. In Schlesien schlossen sich die verbliebenen Schwenckfeldianer ab 1741 der lutherischen Kirche an. Als letzter Schwenckfeldianer gilt Melchior Dorn, ein Bauer, der 1826 in Harpersdorf (jetzt Twardocice) in Niederschlesien verstarb.

## Werke (Auswahl)
Die reichste handschriftliche Überlieferung zu Schwenkfeld findet sich in der Confession unnd Erklerung vom Erkandtnus Christi, von der nur der erste Teil gedruckt wurde (1541 in Frankfurt). Die Vorgeschichte dieses Werkes ergibt sich aus den Auseinandersetzungen mit seinen theologischen Gegnern: so veranlasste etwa Martin Frecht Vadian in St. Gallen, gegen Schwenckfeld zu schreiben. Kurz vor dem 12. Juni 1542 erreichte den Ulmer Stadtrat ein Schreiben Schwenckfelds mit der Bitte um Prüfung seiner Lehren. Der Protokollant spricht dabei auch von einem zugesandten Buch und teilt mit, dass besprochen wurde, ob „die schrift unnd das Buch den predicanten zu zustoellen sey oder nit“. Am 30. Juni fordert der Rat tatsächlich die Prädikanten zur Stellungnahme auf, die zwar nicht erhalten ist, aber zweifelsfrei negativ ausfiel. Frecht selbst berichtet in einem Schreiben an Vadian, dass Schwenckfeld sein Buch auch nach Nürnberg, Straßburg und Augsburg sandte, wobei die Augsburger es nicht einmal entgegennahmen. Die für die Stadträte angefertigten Exemplare scheinen alle erhalten zu sein. Schwenckfeld hatte bereits ein frühes Exemplar an Philipp Melanchthon nach Wittenberg gesandt, das sich jetzt in der Lippischen Landesbibliothek Detmold befindet; ein anderes nach St. Gallen an Vadian (StB St. Gallen, 374). Der Codex Cgm 959 der Bayerischen Staatsbibliothek war das Exemplar für den Nürnberger Stadtrat und trägt die alte Archivsignatur Stat. A. N. 17; die Tübinger Handschrift Md 3 jenes für Ulm. Das an die Zürcher Theologen geschickte Manuskript dieses Werks (vgl. den Begleitbrief Schwenckfelds vom 16. Jan. 1542) liegt in der Zentralbibliothek Zürich, Ms. Car. I 272 (und war den Herausgebern des Corpus Schwenckfeldianorum noch nicht bekannt).
Der Titel der Handschriften lautet übereinstimmend: Von der Herrlichait / Christi vnnd seinem erkannt / nus Rechenschafft des glaubens / unnd / Verantwurtung / Auf das ausschreiben der gelerten / Zu Schmalkald etc. / Unnd / Auf die ant[h]ilogia D. Vadiani / An den hochberühmten M. / Philippum Melanchton / Bestellt / Caspar Schwenckfeld
Beispiele für in digitaler Form zugängliche Werke Schwenckfelds:
- De cursu Verbi Dei epistola. Thomas Wolffius, Basel 1527, urn:nbn:de:bvb:12-bsb11286831-5 (Latein, digitale-sammlungen.de).
- Vom Christenlichen Streyt und Ritterschafft Gottes in der Google-Buchsuche, 1533
- De duplici statu, officio, et cognitione Christi, Videlicet, secundum carnem ... in der Google-Buchsuche, 1546
- Auslegung des Evangelii Marci, VIII, 1547
- Ein Gebet zum Herrn Christo in Kriegßnöten und geferlichen zeyten. C. S, 1552
- Beschluss unnds Valete auff Flaccii Illyrici letste zwai Schmachbüchlen ..., 1555
- Auff das Wirtenbergische ... Mandat in der Religion ... C. Schwenckenfeld's ..., 1558
- Thesaurus Pharmaceuticus, 1587
- Therio-Trophevm Silesiae: In qvo Animalium, hoc est, Qvadrupedum, Reptilium, Avium, Piscium, Insectorum natura, vis & usus sex libris perstringuntur. Nicolaus Sartorius, Liegnitz 1603, urn:nbn:de:bvb:12-bsb11219256-0 (Latein, digitale-sammlungen.de).

## Werkausgabe
- Corpus Schwenckfeldianorum. 19 Bände, Leipzig, später Pennsburg (Pennsylvania) 1 (1907) – 19 (1961)